# Gerald Frank Anderson
Gerald Frank Anderson OBE (* 24. Februar 1898 in Newcastle, Kapkolonie; † 23. August 1983 in Hove, England) war ein britischer Schachkomponist und Jagdflieger.
Anderson stammte aus der britischen Kapkolonie, dem späteren Südafrika, zog jedoch nach England, wo er im Ersten Weltkrieg im Jahr 1918 in Jagdflugzeugen vom Typ Bristol F.2b als Pilot kämpfte und vom 17. Juli bis 30. Oktober 1918 als Mitglied der No. 88 Squadron der Royal Air Force acht feindliche Flugzeuge abschoss. Beim Abschuss zweier Fokker D.VII am 30. Oktober 1918 wurde er im Einsatz verwundet. Er wurde als Flying Ace mit dem Distinguished Flying Cross des Vereinigten Königreichs geehrt.
Für das britische Foreign Office arbeitete er ab dem Zweiten Weltkrieg als Botschafter, unter anderem in Washington, D.C.
In der Schachkomposition beschäftigte sich Anderson neben Dreizügern, Selbstmatt und Märchenschach auch mit dem Kriegspiel, wofür sein 1958 erschienenes Buch Are there any? als Grundlagenwerk bedeutend wurde.
Ein Beispiel für ein Schachproblem von Anderson findet sich unter Reflexmatt.

## Werke
- Gerald Frank Anderson: Adventures of My Chessmen, 1914-1923. Chess Amateur 1924
- Gerald Frank Anderson: Are there any?: A chess problem book. Printed by Stroud News and Journal, 1958
- Gerald Frank Anderson: Memorial to V. L. Eaton: a chess problem biography. Rapallo 1971 (?)